# Libra esterlina

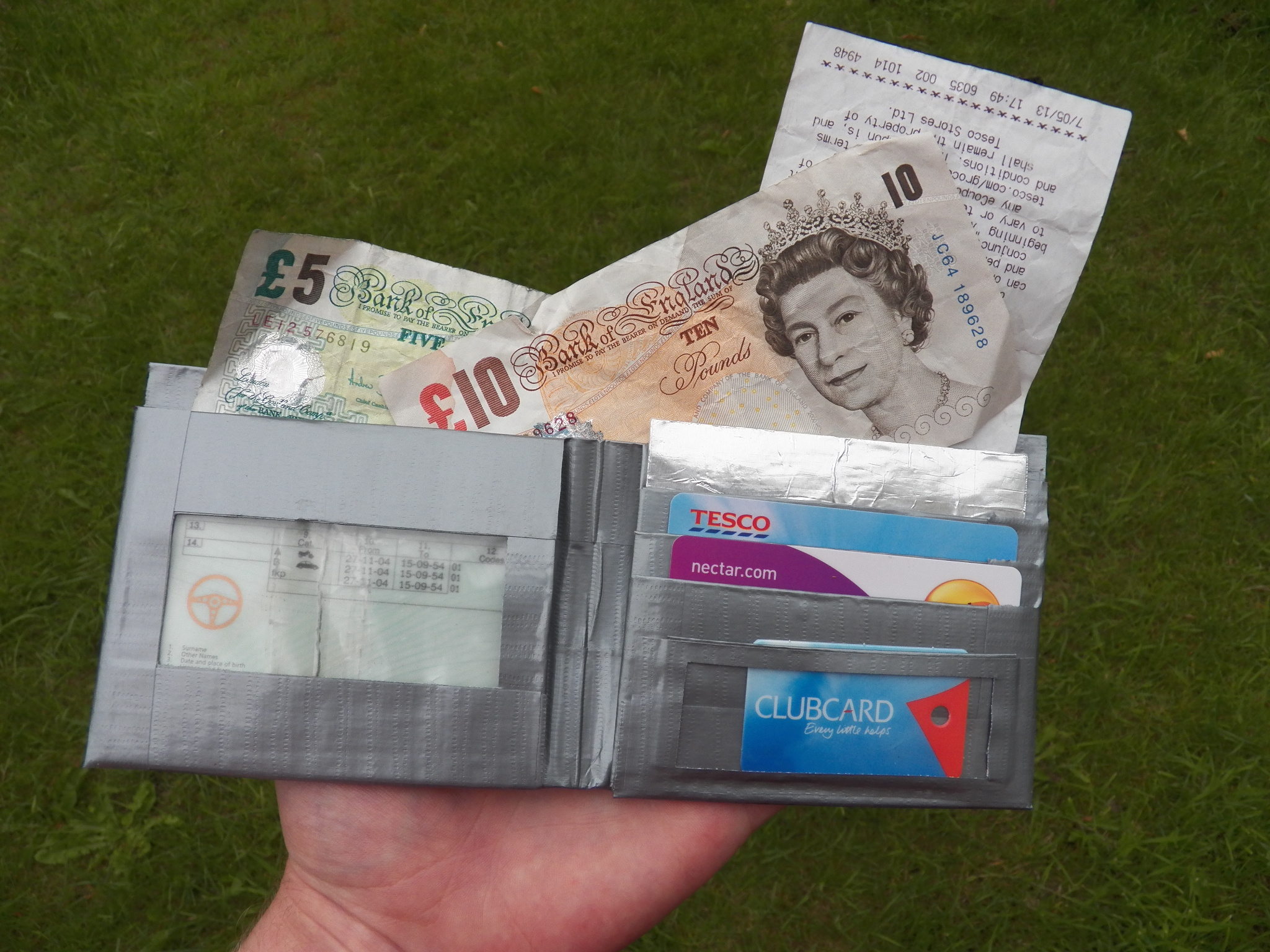
Billetero con libras esterlinas.

La libra esterlina (pound sterling en inglés, símbolo monetario: £) es la moneda oficial del Reino Unido así como de las Dependencias de la Corona y de algunos territorios británicos de ultramar. En sus demás territorios coloniales se usan diferentes divisas pero fijadas a la esterlina: la libra gibraltareña, libra malvinense y libra de Santa Elena. En Egipto por ejemplo se usa la Libra egipcia a pesar de no formar parte del Reino Unido. Su símbolo monetario es £ y proviene del latín libra, que se refería a la unidad de masa. Una libra se divide en cien peniques.
El nombre oficial completo, libra esterlina (en plural, libras esterlinas), es usado sobre todo en contextos formales y también cuando es necesario distinguir la moneda que se usa en el Reino Unido de las que se utilizan en otros países y que tienen el mismo nombre. El nombre de la divisa —pero no los nombres de sus unidades— a veces es abreviado solamente a "esterlina", particularmente en los mercados financieros de venta al por mayor; por ejemplo "pago aceptado en esterlinas", pero no "eso cuesta cinco esterlinas". Las abreviaturas "ster." o "stg." son usadas ocasionalmente. El término libra británica es usado comúnmente en situaciones menos formales, aunque no es un nombre oficial de la divisa. La esterlina es una antigua moneda inglesa de plata esterlina, una aleación de un 92,5 % de plata y un 7,5 % de cobre y/u otros metales, y con una masa de 1,555 gramos o 1/240 de una libra troy.
La libra fue originalmente el valor del peso de una Libra Torre de plata esterlina (de ahí que se llame "libra esterlina"). El símbolo de la divisa es el símbolo de la libra, originalmente ₤ con dos barras cruzadas, más tarde fue más común £ con una sola barra. El símbolo se deriva de la letra "L", de la abreviación LSD —librae, solidi, denarii— usada para las libras, chelines y peniques del sistema monetario duodecimal original. Libra era la unidad romana básica de peso, que se derivaba del latín de "balanza". El código ISO 4217 es GBP (en inglés Great Britain pound, Libra de Gran Bretaña). Ocasionalmente es vista la abreviación UKP, pero esta es incorrecta. Las Dependencias de la Corona usan sus propios códigos (no ISO) cuando desean reflejar su distinción. Los recursos generalmente son intercambiados por peniques, así que los comerciantes pueden referirse al penique esterlino, GBX (a veces BGp), cuando enlistan sus precios.
Después de la adopción del euro por varios países, la libra se convirtió en la divisa más antigua del mundo aún en uso, y actualmente tiene la tercera porción más grande de monedas de reserva a nivel mundial, después del dólar estadounidense y el euro. La libra esterlina es la cuarta divisa más intercambiada en el mercado internacional de intercambio detrás del dólar, el euro y el yen japonés.

## Monedas con el mismo origen etimológico
La antigua moneda italiana lira tiene el mismo origen etimológico que la libra. La lira también es la moneda de otros países como Líbano o Turquía donde la moneda es la libra o la lira libanesa (en los billetes dice en árabe "lira" y en francés "livre").

## Subdivisiones

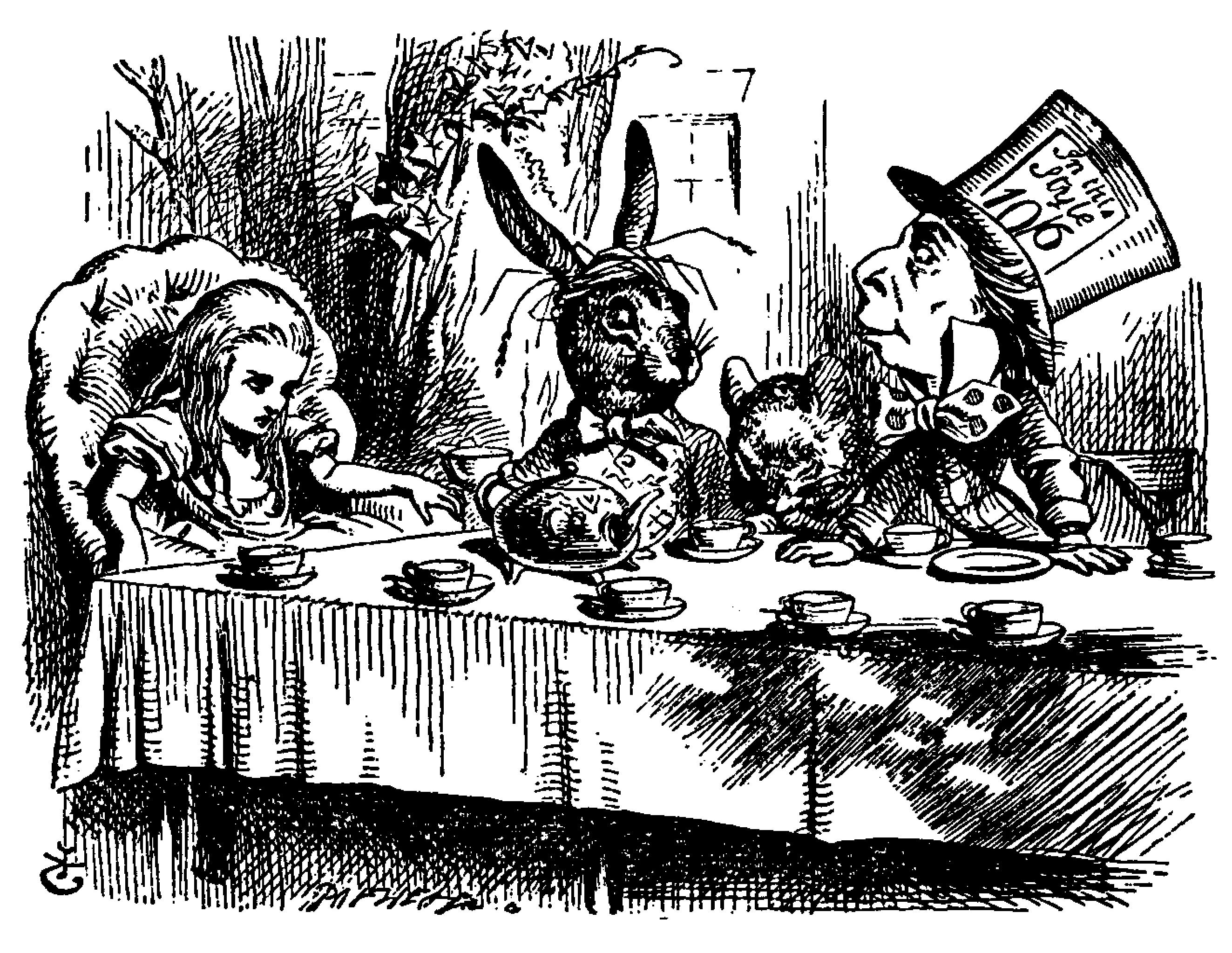
La etiqueta del sombrero de El Sombrerero marca un precio 10/6 en el sistema predecimal (10 chelines más 6 peniques).

Antes de la decimalización, la libra se dividía en 20 chelines (shilling), y el chelín en 12 peniques (penny, plural pence), haciendo un total de 240 peniques en una libra. El símbolo del chelín era "s" —no por la primera letra de la palabra en inglés, sino por la palabra latina solidus—. El símbolo del penique era "d", de la palabra francesa denier, que se originaba de la palabra latina denario (el sólido bizantino y el denario eran antiguas monedas romanas). Una suma mezclada de chelines y peniques como "dos chelines y seis peniques" se escribiría como "2/6" o "2s 6d", y se diría "dos y seis". Cinco chelines se escribiría como "5s" o, más frecuentemente, "5/-". En la época de la decimalización, la unidad más pequeña era el penique, aunque en el pasado se habían acuñado monedas de menor valor.
Desde la decimalización en 1971, la libra está dividida en 100 peniques. El símbolo del penique es "p"; una cantidad como 50p (0,50 £) se pronuncia normalmente (en inglés) como "cincuenta pee" en lugar de "cincuenta pence" (esto para ayudar a distinguir entre los nuevos peniques y los viejos durante el cambio de un sistema a otro).
Después del Día Decimal (15 de febrero de 1971), el valor de la libra se mantuvo intacto, pero ahora estaba dividida en 100 nuevos peniques en lugar de 240 de los viejos. Cada penique decimal tenía el valor de 2,4 de los peniques pre-decimales. Unos cuantos años después de la decimalización, al penique decimal se le llamaba comúnmente "nuevo penique". Las monedas de las denominaciones de ½p, 1p, 2p, 5p, 10p y 50p todas tenían la inscripción "Nuevo penique" hasta 1982, cuando la inscripción cambió a Medio penique, un penique, dos peniques, cinco peniques, y así. Las viejas monedas de un chelín ("1/-") y dos chelines ("2/-", florín) eran equivalentes a las monedas de 5p y 10p respectivamente, y continuaron como válidas en el sistema decimal hasta que las monedas de 5p y 10p fueron reemplazadas por versiones más pequeñas en 1990 y 1992 respectivamente, mientras las viejas versiones eran quitadas de circulación en 1991 y 1993. La vieja moneda de seis peniques también se mantuvo en circulación, con valor de 2½ nuevos peniques, antes de ser quitadas de circulación en 1980.

## Moneda de curso legal y expediciones regionales
Las leyes de la moneda de curso legal en el Reino Unido son especialmente complejas: de acuerdo con la Royal Mint (Real Casa de la Moneda), moneda de curso legal significa "que un deudor no puede ser demandado exitosamente por la suspensión del pago si paga en la corte con la moneda de curso legal. Esto no significa que cualquier transacción ordinaria tenga que realizarse con la moneda de curso legal o sólo con la cantidad denominada por la legislación. Ambas partes son libres de acordar cualquier forma de pago ya sea la moneda de curso legal o cualquier otra forma, de acuerdo con sus deseos. Para cumplir las estrictas reglas que gobiernan a la moneda en curso legal es necesario, por ejemplo, ofrecer el importe exacto debido porque no se puede reclamar ningún cambio".[cita requerida]
En Inglaterra y Gales, los billetes expedidos por el Banco de Inglaterra son moneda de curso legal, lo que significa que pueden ser aceptados como el pago de una deuda; no tienen que ser aceptados, pero el deudor tendría una buena defensa legal contra una demanda por la suspensión del pago de la deuda. En Escocia e Irlanda del Norte, ningún billete es moneda de curso legal, y cada banco que expide billetes lo hace en la forma de sus propias letras de cambio. En las Islas del Canal y la Isla de Man, las variaciones locales en los billetes son moneda de curso legal en sus respectivas jurisdicciones.
Los billetes escoceses, norirlandeses, de las Islas del Canal y maneses a veces son rechazados en las tiendas cuando se usan en Inglaterra. Los tenderos británicos pueden rechazar cualquier forma de pago, aun siendo moneda de curso legal en esa jurisdicción, porque no existe ninguna deuda cuando la oferta de pago se hace. Cuando se paga una cuenta en un restaurante u otra deuda, las leyes de la moneda de curso legal sí se aplican, pero normalmente se acepta cualquier método razonable de pago de la deuda (como tarjeta de crédito o cheque).
Los billetes norirlandeses son expedidos por los cuatro grandes bancos en Irlanda del Norte — el Banco de Irlanda, el First Trust Bank (Primer Banco de Trust), el Northern Bank (Banco del Norte) y el Ulster Bank (Banco del Úlster). Los billetes impresos en el Banco de Irlanda, aunque son de libras esterlinas, son confunidos en Inglaterra con la antigua libra irlandesa y frecuentemente rechazados. En el año 2000, el Banco del Norte emitió el primer billete plástico en la historia del Reino Unido, correspondiendo en este caso al billete conmemorativo de £5, que fue impreso en Australia.
Los billetes escoceses son expedidos por el Banco de Escocia, el Banco Real de Escocia y el Clydesdale Bank (Banco Clydesdale), pero (al igual que en Irlanda del Norte) no son moneda de curso legal. Solo las monedas de la Real Casa de la Moneda son moneda de curso legal en Escocia, y solo las monedas de una y dos libras son moneda de curso legal para una cantidad indefinida. Este no siempre fue el caso, ya que durante la Segunda Guerra Mundial los billetes escoceses fueron convertidos en moneda de curso legal en 1939; este estatus fue revertido el 1 de enero de 1946. Algunos billetes del Banco de Inglaterra fueron moneda de curso legal en Escocia e Irlanda del Norte; no obstante, este estatus solo se aplicaba para los billetes de denominaciones inferiores a cinco libras, así que después de que el Banco de Inglaterra quitara de la circulación el billete de una libra en 1985, ningún billete circulante está afectado por esta cláusula.
La moneda de una libra del Reino Unido tiene muchos diseños variados en su reverso, que difieren cada año con los nuevos diseños que aparecen; sin embargo, todas son monedas de la Real Casa de la Moneda y de legalidad equivalente. Las Dependencias de la Corona: Islas del Canal (incluyendo a Alderney) y la Isla de Man expiden sus propias acuñaciones.
Todas las monedas circulantes británicas son de curso legal en todo el Reino Unido, en la mayoría de los casos tienen un límite de uso por transacción, como la moneda conmemorativa de cinco libras y la de 25 peniques ("corona") que raramente se ven en circulación. Muchas monedas de oro expedidas por la Real Casa de la Moneda siguen siendo de curso legal, pero debido a que tienen un valor metálico mucho mayor que el valor que les fue asignado, nunca se usan en circulación y tienden a ser conservadas por coleccionistas.
| Moneda                       | Máximo utilizable como moneda de curso legal |
| ---------------------------- | -------------------------------------------- |
| £5 (corona posterior a 1990) | ilimitado                                    |
| £2                           | ilimitado                                    |
| £1                           | ilimitado                                    |
| 50p                          | £10                                          |
| 25p (corona previa a 1990)   | £10                                          |
| 20p                          | £10                                          |
| 10p                          | £5                                           |
| 5p                           | £5                                           |
| 2p                           | 20p                                          |
| 1p                           | 20p                                          |

Los territorios británicos de ultramar de Gibraltar, Santa Elena y sus dependencias asociadas, así como las Islas Malvinas, también expiden sus propias divisas, que se fijan al valor de la libra.
Los países que usan la libra o estas divisas ligadas con la libra son conocidos como los países de la zona esterlina. Durante finales del siglo XIX y hasta mediados del siglo XX, un gran número de dominios y colonias británicas fueron miembros de la zona esterlina.
La ley británica establece que las monedas de curso legal acuñadas para circular en el país deben tener el retrato del monarca que se encuentre en el trono. Así, distintos retratos oficiales de la reina Isabel II pueden observarse en las monedas británicas a través del tiempo. Asimismo, tras el fallecimiento de la monarca en 2022 fue necesario que la Royal Mint del Reino Unido comenzara a trabajar en los nuevos diseños con la efigie del nuevo rey, Carlos III. No obstante, ello no significa que las monedas con el retrato de la reina anterior dejen de tener curso legal, siendo éstas perfectamente circulantes. Del mismo modo, muchos Estados de la Mancomunidad de Naciones (Commonwealth) y otros que tienen al monarca del Reino Unido como jefe de Estado también deberán cambiar el diseño de sus monedas y billetes. Este es el caso de países como Canadá, Australia, Nueva Zelanda y Belice, entre muchos otros.
Notar también que es la usanza, después el siglo XVII, por la cabeza de un nuevo monarca en los obversos de las monedas británicas de hacer frente a la dirección opuesta de su antecesor. Así, perqué la cabeza de la reina Isabel II hace frente a la derecha sobre las monedas, la cabeza de Carlos III hará frente a la izquierda. Hay una excepción a esta regla; ambas las cabezas de Jorge V y Jorge VI hacen frente a la izquierda, porqué Eduardo VIII - cuyas monedas estaban nunca puestas en circulación - haría frente a la derecha.

### Billetes de polímero
El billete de polímero de £5, fue emitido en el año 2000 por el Northern Bank (ahora Danske Bank) y fue el único billete de polímero en circulación hasta 2016. El Banco de Inglaterra comenzó a emitir billetes de polímero de £5 en septiembre de 2016 y retiró de la circulación los billetes de papel moneda de £5 el 5 de mayo de 2016. El billete de polímero de £10 fue emitido el 14 de septiembre de 2017 y el de papel moneda fue retirado el 1 de marzo de 2018. En febrero de 2020 se puso en circulación el billete de £20 y en junio de 2021 el de £50. De igual forma, se dispuso el retiro de circulación de los billetes de papel de £20 y £50 para el 1 de octubre de 2022.

## Historia

### Antes de la libra esterlina
En los tiempos anglo-sajones, pequeñas monedas de plata conocidas como sceattas eran usadas en el comercio: estas se derivaban de unos ejemplos frisios, y pesaban unos 20 granos (1,3 g).
El rey Offa de Mercia (790) introdujo un penique plateado de 22,5 granos (1,5 gramos). Doscientos cuarenta de estos fueron hechos de una medida de plata conocido como la libra Torre: aparentemente esta pesaba 5400 granos (349,9 g).
En 1526 el estándar fue cambiado por la libra Troy de 5760 granos (373,242 g).

### La libra esterlina
Como unidad monetaria, el término libra se origina del valor del peso de una libra de plata de gran pureza conocida como plata esterlina.
Las primeras monedas de peniques (1/240 de libras (349,9 g) de plata) se acuñaron con plata casi pura (99,9 % de pureza), pero las monedas acuñadas de esta forma se desgastaban rápidamente, por lo que, a partir de 1158, el Rey Enrique II comenzó a acuñar monedas de peniques con una aleación que era 92,5 % de plata. Esta aleación pasó a denominarse plata esterlina (plata fuerte), debido a que las monedas acuñadas con esta aleación no se desgastaban tan fácilmente.

#### El Gran Envilecimiento
Entre 1544 y 1551 tuvo lugar la Política del Gran Envilecimiento, que fue una política monetaria que implicaba un envilecimiento de todas las denominaciones correspondientes la moneda oficial de Inglaterra, la libra esterlina. Esta medida, fue introducida en 1544 en Inglaterra por orden del Rey Enrique VIII, que redujo la cantidad de metal precioso en las monedas de oro y plata y, en algunos casos, la sustituyó por completo por metales básicos con un valor monetario muy inferior, como lo era y sigue siendo el cobre.
El móvil para la aplicación de esta reforma fue para financiar el excesivo gasto público de la corona de Enrique VIII, al tener que financiar la costosa guerra de cortejo real contra la Corona escocesa y la tercera guerra anglo-franca del siglo XVI. Para ello, el estado inglés debió recurrir a medidas desesperadas como la disolución de los monasterios en 1537, excusándose en un desacuerdo con las políticas de la iglesia. Esto llevó a una confiscación de cientos de propiedades, incluyendo no solo monasterios, sino también abadías y hasta parroquias que pasaron a manos del estado inglés, las cuales se vendieron por un monto equivalente a £3 millones (equivalente a £2.5 mil millones en 2021), y varias colecciones de joyas, platería y demás pertenencias personales de los funcionarios eclesiásticos con un valor aproximado de £80,000 (equivalente a £66 millones en 2021).
Para financiar ambos conflictos además de un monto inespecificado destinado a los gastos personales del monarca, la corona no escatimó en endeudarse hasta niveles impagables: a principios de 1544, pidieron préstamos equivalentes a 400,000 marcos escoceses de plata, y los prestatarios naturalmente demandaron - infructosamente - el reintegro total de sus fondos al año fiscal siguiente, algo que la corona no pudo cumplir en tiempo y forma, y cuyos pagos cesaron temporalmente hasta que la deuda se saldó recién en la década de los 1550s. Por otro lado, para paliar la crisis, el rey comenzó a otorgar préstamos, subsidios y "benevolencias" a miembros de la corte y el parlamento, suma que en dos años alcanzó las £300,000 (equivalente a £205 millones actuales).
Durante el proceso de envilecimiento, los estándares de oro se redujeron de manera drástica: más de un 17 % de recortes en el caso de las piezas acuñadas en oro, mientras que el contenido de la plata se redujo en proporciones muy superiores, un total de 67.5 %, pasando de una densidad del 92,5 %, a un mínimo del 25 % en 1551, cuatro años después de la muerte de Enrique VIII y momento en el que se revirtieron los efectos de la reforma, restaurándose el poder adquisitivo de la libra mediante la reintroducción de patrones monetarios metálicos de alta densidad (se volvió al estándar del 92.5 %).
Enrique, previendo un cataclismo económico en el corto plazo, ya había avecinado la crisis dos años antes del comienzo de la guerra con Francia: en mayo de 1542 emitió un decreto secreto por el cual ordenaba que se redujeran de manera oculta las proporciones de oro y plata en todas las denominaciones, ordenando también la reintroducción del testoon (equivalente a doce peniques, luego rebautizada como shilling, o chelín, en español). Durante los dos años siguientes, estas nuevas monedas envilecidas junto con los testoon se fueron almacenando de manera progresiva y escalada en la Torre de las Joyas del Palacio de Westminster, mientras continuaba la producción de monedas con el estándar actual.
En mayo de 1544, la escasez de metales preciosos que estaban en posesión de la casa de la moneda hizo que el gobierno hiciese efectivo aquel contrato secreto redactado dos años antes y permitiera que las monedas envilecidas se convirtieran en piezas de curso legal y entraran en circulación. Sin embargo, dos meses más tarde, en julio de 1544, los comerciantes de los Países Bajos se dieron cuenta de que los groats (o grañones; piezas de cuatro peniques) de plata recién acuñados habían sido envilecidos y empezaron a ofrecerlos a un precio más bajo en moneda local. La introducción de estas monedas envilecidas hizo que desaparecieran de la circulación monedas con un valor nominal similar pero con mayor contenido de metal precioso, demostrando la validez de la Ley de Gresham.

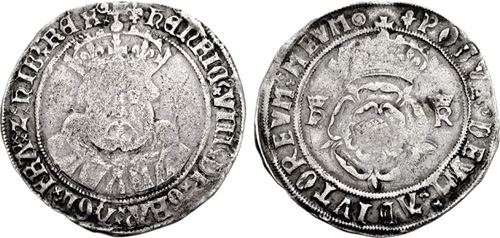
Testoon envilecido (1544-1947).

Sin embargo, el descubrimiento del fraude no interrumpió el proceso, por lo que los estándares de oro y plata continuaron cayendo durante el reinado de Enrique VIII: en 1545 el oro se redujo a 22 quilates y nuevamente a 20 quilates en 1546. El contenido de plata también se redujo varias veces desde la plata esterlina (92,5 %) al 50 % en 1549 y nuevamente a 33 % en 1546. El cobre se utilizó como sustituto de la plata en las monedas.
Durante 1544, los estándares de oro y plata cayeron por primera vez, reduciéndose, en el caso del oro, se pasó de una graduación de 24 quilates (99.99 %) a una algo inferior, de 22 quilates (91.67 %) en 1545 y luego a una de 20 quilates (83.25 %) al año siguiente, mientras que en el caso de la plata, se redujo de 92.5 % (plata esterlina) a 50 % en 1546 y nuevamente a un mero 33 % en 1549. Durante estos años, comenzó el cobre como una alternativa para compensar la escasez de metales preciosos, tanto en las piezas de oro como en las de plata. En general, en la gran mayoría de estas piezas, el contenido neto de plata consistía en una delgada capa que tenía una tendencia progresiva a la erosión que se hacía evidente a medida que aumentaba su tiempo en circulación, por lo cual, aquellas piezas degradadas dejaban entrever un contenido cobrizo intenso que se acentuaba particularmente en la zona que representaba la nariz del jefe de Estado, hecho que le valió el apodo de Old Coppernose (en español: Viejo Nariz de Cobre).
Tras la muerte de Enrique VIII en 1547, fue sucedido ese mismo año por su hijo varón de nueve años, Eduardo VI, por entonces, al cargo de sus tutores; Durante el reinado de este, las políticas de envilecimiento continuaron de manera sostenida, hasta que se llegó a un punto clímax en el que el contenido de plata en todas las denominaciones era de tan solo 25 % del total; En 1548, en un intento por revertir los efectos devaluatorios de la reforma, que por cierto, hicieron caer a la economía a niveles presenciados en siglos anteriores, se reintrodujo un estándar metálico de oro que fijaba la pureza en 22 quilates (conocido como "estándar del oro corona"), el caso de las denominaciones en plata, se tardaron tres años más en revertir sus efectos, (en octubre de 1551, se abolió esta política de manera definitiva) principalmente debido a su prevalencia en las transacciones minoristas, que dificultó de sobremanera la confianza en la introducción de nuevas monedas.

#### Restauración Monetaria del reinado de Isabel I (1558-1603)

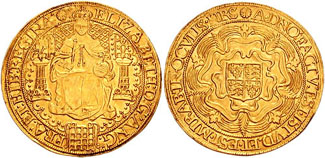
Soberano de oro de borde fresado de Isabel I; 1585-1587

Para el momento en que Isabel I llegó al poder en 1558, la calidad de las monedas circulantes en el país, ya había afectado de manera contundente la reputación de la corona y la confianza libra esterlina, la cual se la consideraba, hasta antes del envilecimiento, como una de las principales reservas de valor monetario. Los comerciantes extranjeros de todos los rubros, se negaban rotundamente a aceptar las monedas envilecidas como medio de pago. La reina, su consejero William Cecil y el banquero Thomas Gresham, descrifraron que la única forma de solucionar esta crisis de desconfianza, era restaurar el contenido de oro y plata en todas las denominaciones, pero a costa de reducir su peso; Por ejemplo, el soberano de oro, que tenía un peso de 12.96 gramos antes de 1544, vio aumentada su pureza en dos quilates tras la reforma, pero a cambio, perdió 2.02 gramos. También se dieron cuerta de la importancia de remover las piezas envilecidas de circulación: Para ello, la corona decretó una ley que prohibía a la ciudadanía exportar las monedas a mercados extranjeros, y además, declaró inválidas todas aquellas piezas envilecidas producidas durante las dos décadas previas.
Las antiguas monedas, con una pureza muy superior, eran atesoradas y rara vez se las veía en circulación de deudas, mientras que, las piezas envilecidas, de mucho menor valor, se las usaba para pagar deudas y/o comprar cosas en la vida cotidiana, este fenómeno fue retratado por Henry D. Macleod, a fines de siglo XIX, y quien le otorgó el nombre "Ley de Gresham en honor al banquero (aunque este no fuera el primero en darla a conocer) a un principio que establece que "el dinero malo (piezas envilecidas), reemplaza al bueno (piezas de alta pureza)".
En 1560, bajo mandato real, Thomas Gresham retiró de la circulación todas las piezas envilecidas e hizo fundir las monedas retiradas y las sustituyó por otras de nueva acuñación con una elevada pureza.
La libra esterlina mantuvo su valor intrínseco —"un fetiche en la opinión pública" lo llamó Braudel— de manera única entre las divisas europeas, aún después de que el Reino Unido adoptó oficialmente el patrón oro, hasta después de la Primera Guerra Mundial, soportando crisis financieras en 1621, en 1694-1696, cuando John Locke panfleteó por la libra esterlina como "una unidad fundamental invariable" y de nuevo en 1774 y 1797. Ni siquiera los violentos desórdenes de la Guerra Civil devaluaron la libra esterlina en los mercados monetarios de Europa. Braudel atribuye el fácil crédito de Inglaterra a la divisa restaurada, que nunca fue devaluada a través de los siglos,[cita requerida] que dio seguridad de contrato y una alza a una superioridad financiera durante el siglo XVIII. La libra esterlina ha sido la moneda del Banco de Inglaterra desde sus inicios en 1694.

### El patrón oro
La libra se trasladó extraoficialmente del patrón plata al patrón oro gracias a una sobrevaluación del oro en Inglaterra que atrajo oro del extranjero y ocasionó una importación constante de la moneda de plata, a pesar de una revaluación del oro en 1717 por Isaac Newton, maestro de la Real Casa de la Moneda. El patrón oro de facto continuó hasta su adopción oficial después del fin de las guerras napoleónicas, en 1816. Este duró hasta que el Reino Unido, en acuerdo con muchos otros países, abandonó el patrón en 1914, al estallar la Primera Guerra Mundial, cuando los billetes del Banco de Inglaterra y del Tesoro se convirtieron en moneda de curso legal.
Algunas discusiones tuvieron lugar después de la Conferencia Monetaria Internacional de 1865 en París concernientes a la posibilidad de que el Reino Unido se uniera a la Unión Monetaria Latina, y una Comisión Real de Acuñación Internacional examinó la cuestión, resultando en la decisión en contra de unirse a la Unión Monetaria.
Antes de la Primera Guerra Mundial, el Reino Unido tenía una de las economías más fuertes del mundo, reteniendo el 40 % de las inversiones de ultramar en el mundo. Sin embargo, al final de la Guerra, el país debía £850 millones, la mayor parte a los Estados Unidos, con intereses que costaban al país un 40 % de todo el gasto del gobierno. El gobierno británico bajo el primer ministro David Lloyd George y el Canciller de la Hacienda Austen Chamberlain trató de compensar el déficit con una política deflacionaria, pero esto sólo condujo a la Depresión de 1920–21.
En un intento de recobrar la estabilidad, en 1925, se introdujo el patrón cambio oro que suponía una variación del patrón oro, bajo este sistema, el valor de la divisa fue fijada al precio del oro, en los niveles previos a la guerra, aunque la población solo podía intercambiar su dinero por oro en lingotes, en lugar de monedas.

### Zona esterlina
La libra esterlina fue usada como la moneda de muchas partes del Imperio británico. Al crearse la Mancomunidad Británica de Naciones, los países de la Mancomunidad introdujeron sus propias divisas como la libra australiana o la libra irlandesa, esto llevó a crear la denominada zona esterlina, donde esas divisas mantenían una relación fija con la libra esterlina.

### Tras el abandono del patrón oro
El 21 de septiembre, como resultado de la Gran Depresión, el Reino Unido abandonó definitivamente el patrón oro y la libra se devaluó un 25 %. A partir de esta fecha, la libra esterlina se convirtió en una moneda emitida por decreto (o fiat) y a su vez fiduciaria, con su valor determinado por su continua aceptación en la economía nacional e internacional.
Después de dejar el patrón oro, ha habido varios intentos de fijar el valor de libra a otras monedas, inicialmente el dólar estadounidense.
En 1940, un acuerdo con los Estados Unidos fijó la libra esterlina al dólar estadounidense a una tasa de 1 libra = 4,03 dólares estadounidenses. Este tipo de cambio se mantuvo durante la Segunda Guerra Mundial y se convirtió en parte del Sistema de Bretton Woods que rigió los tipos de cambio de la posguerra.
En 1946, La libra fue hecha completamente convertible como una condición por recibir un préstamo de Estados Unidos de 3750 millones de dólares después de la Segunda Guerra Mundial.
El 19 de septiembre de 1949, bajo una presión económica continua, y a pesar de meses de negaciones de que lo evitarían, el gobierno devaluó la libra un 30,5 % de una tasa de 1 libra = 4,04 dólares a una tasa de 1 libra = 2,80 dólares. Esta devaluación provocó que varias otras monedas se devaluaran frente al dólar, entre ellos: Australia, Dinamarca, Irlanda, Egipto, India, Israel, Nueva Zelanda, Noruega y Sudáfrica.
En 1961, 1964 y 1966, la libra esterlina estuvo bajo una presión renovada, ya que los especuladores vendían libras por dólares. En el verano de 1966, con la caída del valor de la libra en los mercados de divisas, el gobierno laborista de Harold Wilson endureció los controles de cambio. Entre las medidas, se prohibió a los turistas sacar del país más de £50 en cheques de viajero y remesas, más £15 en efectivo; esta restricción no se levantó hasta 1979. El 18 de noviembre de 1967, la libra esterlina se devaluó un 14,3 % a una tasa de 1 libra = 2,40 dólares estadounidenses.
La libra, al igual que todas las otras monedas del mundo, ya no mantiene ninguna relación con el oro, la plata o ningún otro metal precioso. El dólar estadounidense fue la última divisa en abandonar el oro, en 1971.
Con la ruptura del del Sistema de Bretton Woods, la libra esterlina flotó desde agosto de 1971 en adelante. Al principio se apreció un poco, subiendo a casi US$2,65 en marzo de 1972 desde US$2,42, el límite superior de la banda en la que se había fijado. El área de la libra esterlina efectivamente terminó en este momento, cuando la mayoría de sus miembros también optaron por flotar libremente frente a la libra esterlina y el dólar.
Una crisis posterior siguió en 1976, cuando aparentemente el Fondo Monetario Internacional (FMI) pensó que la libra debería establecerse a $1,50 dólares, y como resultado la libra cayó a $1,57, y el gobierno decidió que tenía que solicitar un préstamo de £2,3 mil millones al FMI.
A principios de la década de 1980 la libra subió hasta el nivel de $2 al elevarse las tasas de interés en respuesta a la política monetarista y la alta tasa de cambio fue ampliamente considerada culpable de la profunda recesión de 1981. En su punto más bajo, la libra se colocó a solo $1,05 dólares en febrero de 1985, antes de regresar al nivel de 2 dólares a principios de la década de 1990.

#### Adopción del sistema decimal
El 15 de febrero de 1971, pasó a la historia como el Decimal Day (Día decimal), dado que en esa fecha comenzó la división de la libra esterlina bajo la forma métrica decimal al establecer una nueva fracción de 100 peniques, antes de eso la libra esterlina británica (símbolo "£") se subdividía en 20 chelines, cada uno de 12 peniques (antiguos), un total de 240 peniques. Con la decimalización, la libra mantuvo su antiguo valor y nombre, pero se abolió el chelín y se revaluó el penique ajustándolo al nivel del centavo, de modo que la libra se subdividió en 100 de lo que originalmente se llamó "nuevos peniques" ("NP"), y luego solo peniques ("p") cuando la confusión ya no era probable. Cada nuevo penique o centavo valía 2,4 peniques antiguos (abreviado "d").

### Siguiendo al marco alemán
En 1988, el Canciller de la Hacienda del Reino Unido de Margaret Thatcher, Nigel Lawson, decidió que la libra debería hacer sombra al marco alemán de Alemania Occidental, con el resultado no deseado de un rápido aumento de la inflación a medida que la economía florecía debido a las bajas tasas de interés.
Después de la reunificación alemana en 1990, ocurrió lo contrario, ya que los altos costos de endeudamiento de Alemania para financiar la reconstrucción del Este, exacerbados por la decisión política de sustituir el Marco de la República Democrática Alemana por su contraparte occidental en una proporción de 1:1, significaron que las tasas de interés en otros países ensombrecieron la divisa alemana, especialmente en el Reino Unido, era demasiado alto en relación con las circunstancias internas, lo que provocó una disminución de la vivienda y una recesión.

### Siguiendo a la Unidad Monetaria Europea
En otro cambio de táctica, el 8 de octubre de 1990 el gobierno de Thatcher decidió unirse al Mecanismo Europeo de Tasa de Cambio, con la libra establecida en 2,95 marcos alemanes. No obstante, el país fue forzado a retirarse del sistema el Miércoles Negro (16 de septiembre de 1992), ya que la ejecución económica británica hacía la tasa de cambio insostenible.
El Miércoles Negro vio a las tasas de interés saltar de 10 % a 12 %, y finalmente a 15 % en un vano intento de detener a la libra de caer debajo de los límites del Mecanismo. La tasa de cambio cayó a 2,20 marcos alemanes. Proponentes de una tasa de cambio más baja entre la libra y el marco (que después fue reemplazado por el euro) fueron reivindicados, ya que la libra, más barata, fomentó las exportaciones y contribuyó a la prosperidad económica de la década de 1990.

### La década de 2000
Las preocupaciones de la inflación en el Reino Unido llevaron al Banco de Inglaterra a aumentar las tasas de interés al doble inesperadamente a fines de 2006 y principios de 2007, causando que la libra se elevara a su tasa más alta contra el euro desde enero de 2003. Futuros aumentos se esperaron en 2007. Esto ha tenido un efecto de golpe contra otras divisas mayores, y la libra alcanzó su precio más alto en 26 años contra el dólar el 8 de abril de 2007, habiendo pasado al nivel de los 2 dólares por primera vez desde 1992.[cita requerida]

### La crisis financiera de 2008
La libra esterlina se devaluó gravemente tras la crisis financiera de 2008, hasta alcanzar el valor de €1,25 en abril de 2008 y $1,38 en enero de 2009. La libra alcanzaría su valor más ínfimo el 29 de diciembre de 2009, a €1,0219.
El 5 de marzo de 2009, el Banco de Inglaterra anunció que inyectaría 75 000 millones en la economía británica, a través de un proceso llamado expansión cuantitativa. A pesar de ser la primera vez que un proyecto de tal envergadura era llevado a cabo en la historia del Reino Unido, el entonces Gobernador del Banco de Inglaterra, Mervyn King sugirió que no se trataba de ningún experimento.
Este proceso, llevó al Banco de Inglaterra a aumentar la masa monetaria, imprimiendo dinero, para poder comprar activos como deuda pública, bonos corporativos, letras de cambio u obligaciones. La cantidad inicial se estableció en 75 000 millones de libras, aunque el entonces Canciller de la Hacienda del Reino Unido, Alistair Darling, autorizó a emitir hasta 150 000 millones si fuera necesario. Se esperaba que el proceso durara 3 meses, y con resultados a largo plazo. En noviembre de 2009 ya se habían inyectado más de 175 000 millones mediante la expansión cuantitativa, reduciendo la efectividad del proceso a largo plazo. En julio de 2012, con la última emisión, se habían creado más de 375 000 millones de libras esterlinas, con las que se había comprado exclusivamente bonos del estado de Reino Unido, por valor de un tercio de la deuda soberana británica.

### El referéndum sobre la permanencia del Reino Unido en la Unión Europea de 2016
El resultado del referéndum sobre la permanencia del Reino Unido en la Unión Europea el 23 de junio de 2016 causó una gran incertidumbre acerca del futuro de las relaciones internacionales y la política doméstica británica, causando un desplome de la libra esterlina contra las principales divisas internacionales. La noche anterior al voto, la libra cotizaba a €1,30; al día siguiente a €1,23, una devaluación del 5 %. Frente al dólar, la libra también registró una devaluación inmediata, cayendo desde $1,466 a $1,3694 cuando se anunció el resultado del referéndum. En octubre del 2016, la libra cotizaba a $1,2232, registrando una caída del 16 %.